# کاوشگر پژوهش
کاوشگر پژوهش نام دیگر کاوشگر ۸ یکی از محصولات ساخت ایران است که در زمینهٔ هوافضا کاربرد داشته و در ۲۳ آذر ۱۳۹۲ موفق به انجام عملیات موفقیت‌آمیز خود شده و یک میمون را زنده به فضا برده و بازگردانده است.

## عملیات
کاوشگر پژوهش، آخرین محمولهٔ زیستی حامل دومین میمون فضایی با نام فرگام، بامداد ۲۳ آذر ۱۳۹۲ توانست مأموریت زیرمداری خود را با موفقیت کامل پشت سر بگذارد تا ایران یک گام دیگر به اعزام انسان به فضا نزدیک‌تر شود. کاوشگر پژوهش که حامل یک میمون از نژاد رزوس بود پس از طی یک مسیر زیرمداری تا ارتفاع ۱۲۰ کیلومتر، در مدت زمان حدود ۱۵ دقیقه توانست به زمین بازگردد و موجود زنده را سالم بازیابی نماید.

## دستاوردها
در طول مأموریت ارسال پژوهش به فضا دانشمندان فضایی ایران توانستند علایم محیطی داخل محمولهٔ زیستی از جمله صوت، تصویر، ترکیب گازی و علائم حیاتی موجود زنده نظیر نوار قلب و شاخص‌های تعیین‌کنندهٔ وضعیت عمومی در طول پرواز زیرمداری را ثبت و کنترل نموده و در ایستگاه‌های زمینی آن‌ها را لحظه به لحظه رویت نمایند. این اطلاعات دریافتی به متخصصان ایرانی فرصت می‌دهد تا در زمینه‌های گوناگون از جمله زیست فضایی، فیزیولوژی، هوافضا و مهندسی پزشکی تحقیقات در حوزهٔ فناوری فضایی را تأمین کنند. پرتاب کاوشگر پژوهش و بازیابی آن، گام دیگری در راستای نزدیک‌شدن ایران به اعزام انسان به فضا به‌شمار می‌رود.

## ویژگی‌ها
از ویژگی‌های نو این کاوشگر می‌توان به استفاده از پرتابگر با سوخت مایع که به دلیل اعمال سطح شتاب و ارتعاش پایین‌تر بر محمولهٔ زیستی نسبت به پرتابگرهای قبلی جهت مأموریت‌های حامل موجود زنده از قابلیت‌های بالاتری برخوردار است اشاره نمود: به‌کارگیری فناوری ضربه‌گیر فرود برای کاهش ضربهٔ وارده به موجود زنده در زمان نشست، حداقل‌سازی زمان جست‌وجو و نجات محموله و پاسخگویی مطلوب چتر نجات در مرحلهٔ پایانی پرواز از دیگر ویژگی‌های کاوشگر پژوهش به‌شمار می‌رود.

## پیشینهٔ ایران در زمینهٔ فضانوردی
در بهمن ۱۳۹۱ دانشمندان ایرانی موفق شدند توسط «کاوشگر پیشگام» نخستین میمون را به فضا ارسال و به سلامت بازیابی نمایند. با تکرار این موفقیت و دستاوردهای نو آن، جایگاه جمهوری اسلامی ایران در فناوری زیست-فضایی بیش از پیش تثبیت گردید. جمهوری اسلامی ایران در سال ۱۳۸۷ با پرتاب کاملاً مستقل نخستین ماهوارهٔ تماماً ایرانی با نام امید توانست وارد باشگاه فضایی جهان شود. ایران با امضای معاهدهٔ استفادهٔ صلح‌آمیز از فضای ماوراء جو، ارادهٔ خود را برای حضور در فضا و استفادهٔ بشردوستانه از آن ابراز داشته‌است.